# Município de Perry (condado de Ashland, Ohio)
O município de Perry (em inglês: Perry Township) é um município localizado no condado de Ashland no estado estadounidense de Ohio. No ano de 2010 tinha uma população de 1.990 habitantes e uma densidade populacional de 25,26 pessoas por km².

## Geografia
O município de Perry encontra-se localizado nas coordenadas 40° 51′ 30″ N, 82° 10′ 19″ O. Segundo a Departamento do Censo dos Estados Unidos, o município tem uma superfície total de 78.79 km², da qual 78,49 km² correspondem a terra firme e (0,38 %) 0,3 km² é água.

## Demografia
Segundo o censo de 2010, tinha 1.990 habitantes residindo no município de Perry. A densidade populacional era de 25,26 hab./km². Dos 1.990 habitantes, o município de Perry estava composto pelo 97,34 % brancos, o 0,45 % eram afroamericanos, o 0,75 % eram amerindios, o 0,2 % eram asiáticos, o 0,15 % eram de outras raças e o 1,11 % eram de uma mistura de raças. Do total da população o 1,51 % eram hispanos ou latinos de qualquer raça.